# Adolphe Matrot
Adolphe Matrot, né le 9 juillet 1841 à Paris et mort le 3 août 1896, est un ingénieur du corps des mines, professeur puis directeur à l'Institut industriel du Nord (École centrale de Lille), directeur de l'exploitation puis directeur de l'administration des chemins de fer de l'État. 

## Biographie
Ancien élève et major de l'École polytechnique (issu de la promotion 1860), admis au corps des mines en 1862, Adolphe Matrot est membre fondateur de l'Association amicale des anciens élèves de l'École Nationale Supérieure des Mines de Paris (novembre-décembre 1863 et janvier 1864). 
À partir de 1864, Adolphe Matrot est à Lille où il assure le « service courant minéralogique » et le « contrôle de l'exploitation des chemins de fer du Nord ». 
Dès 1864, il enseigne à l'École des arts industriels et des mines de Lille, puis devient directeur des études à l'Institut industriel du Nord en 1872.

« Masquelez, devenu directeur, fit appel à Adolphe Matrot, Ingénieur des Mines, comme directeur des Études. Ce dernier, qui était en même temps maître de conférences d'analyse et de mécanique à la faculté des Sciences de Lille mit au point le programme d'études des 19 sections et dirigea le recrutement du personnel enseignant d'un établissement qui visait à préparer les jeunes gens à toutes les activités de la région, sous le nom d'Institut Industriel, Agronomique et Commercial du Nord de la France, et prit en 1875 le nom d'Institut Industriel du Nord de la France, après suppression des sections agronomiques et commerciales. Le Verrier, ingénieur ordinaire fut l'un des premiers enseignants, chargé de l'Exploitation des Mines et de la Physique. Avec Matrot s'instaura une tradition qui voulait que l'ingénieur ordinaire enseigne à l'Institut Industriel. Matrot fut sous-directeur et inspecteur des études de 1873 à 1878 et reprit le cours de Le Verrier. Il fut remplacé dans ces fonctions entre 1878 et 1885 par Olry. »

Matrot est nommé maître de conférences de mathématiques à la faculté des sciences de Lille par arrêté du 1er mars 1878.
Il entre à l'administration des chemins de fer de l'État comme chef de l'exploitation en 1878. Il les rationalise par échange de sections avec d'autres compagnies. Il en devient directeur de 1892 à 1895.

## Publications
- Démonstration élémentaire du théorème de Bachet : « Tout nombre entier est la somme de quatre carrés au plus », par A. Matrot,Paris : Nony, 1891, (BNF 30907283)
- Note sur la résolution numérique des équations algébriques de degré quelconque par la méthode des différences, par M. A. Matrot, Lille : impr. de Danel, 1875, (BNF 30907284).